# Hesychotypa nyphonoides
Hesychotypa nyphonoides là một loài bọ cánh cứng trong họ Cerambycidae.